# Ztraceni v Mnichově
Pour plus de détails, voir Fiche technique et Distribution.
Ztraceni v Mnichove est une comédie dramatique tchèque réalisée par Petr Zelenka, sorti le 22 octobre 2015 en République tchèque.

## Synopsis
Sir P est un vieux perroquet gris âgé de 90 ans appartenant au journaliste Pavel et qui vivait autrefois avec Édouard Daladier, le Premier ministre français chargé de signer les accords de Munich. Pavel vient à Prague pour donner son compte-rendu des événements passés. Mais Sir P est kidnappé par un journaliste tchèque qui subit sa crise de la quarantaine et qui craint que les déclarations controversées du perroquet ne provoquent un scandale diplomatique. Cependant, à la fin de la journée, ce sont les Français qui décident d'assassiner leur héros national.

## Fiche technique
- Titre original : Ztraceni v Mnichove
- Réalisation : Petr Zelenka
- Scénario : Petr Zelenka
- Producteurs : Pavel Cechak, Ludvik Marecek, David Ondříček	, Miriam Zachar
- Musique : Assif Tsahar
- Photographie : Alexander Surkala

## Distribution
- Martin Myšička : Pavel
- Jana Plodková (en) : Jana, la secrétaire de l'Institut français
- Václav Neužil (cs) : Viktor, son époux
- Stanislas Pierret : le Directeur de l'Institut français puis l'acteur Gérard Pierret
- Jitka Schneiderová (cs) : Dana, l'épouse de Pavel
- Marek Taclík (en) : Jakub, journaliste
- Václav Kopta (cs) : le rédacteur en chef
- Marcial Di Fonzo Bo : Jean Dupont, dresseur du perroquet gris
- Vladimír Škultéty (cs) : Vladimír, Chef de la production
- Jiří Rendl : Adam, l'assistant réalisateur
- Tomás Bambusek : Tomáš, le réalisateur du film
- Prokop Holoubek : Saša, le directeur de la photographie
- Kryštof Mucha : Kryštof, le producteur
- Jaroslav Pížl (en) : Jarda, l'accessoiriste
- Edita Levá : Edita, la traductrice